# 詹姆斯河 (達科他)
詹姆斯河（英語：James River），又被稱為詹姆河（Jim River）或是達科他河（Dakota River），是密蘇里河的支流，長約710英里（1,140）。詹姆斯河的流域總面積為20,653平方英里（53,490平方公里），其中約有70%的面積位於南達科他州內。
詹姆斯河每1英里（1.6公里）便會下降約5英寸（130毫米），這種低坡度有時會導致逆流。當支流的河水大量流入，導致詹姆斯河的河水向上游流動，而且比匯合的水流高出幾英里時，就會發生逆流。而這種情況最常發生在南達科他州休倫以北。

## 歷史
詹姆斯河最初被達科他的原住民部落稱為「E-ta-zi-po-ka-se Wakpa」，意思是「不可通航的河」（Unnavigable river）。後來，這條河被法國探險家命名為「Rivière aux Jacques」，翻譯作英語則是「James River」。當達科他領地被合併後，河流便被稱為詹姆斯河。
前美利堅聯盟國將軍湯瑪斯·L·羅塞曾幫助修建橫跨北達科他州的北太平洋鐵路。身為弗吉尼亞人的羅塞，把北達科他州其中一個聚居地命名為「詹姆斯敦」，然後又把附近的河流命名為「詹姆斯河」。1861年，北達科他州的立法者們通過了一項法案，把河流重新命名為達科他河，但由於新的名稱未能獲得廣泛使用，故河流保留了1861年以前的名稱。

## 流向
詹姆斯河發源北達科他州的韋爾斯縣，距離費森登西北約10英里（16公里）。河水會往東方流動，流經新羅克福德、詹姆斯敦、詹姆斯敦水壩等地，然後與派普斯泰姆河交匯。之後，河水會流經南達科他州東北部的布朗縣，河水會在當地被蓄積，形成了位於阿伯丁東北部的兩個水庫。而在哥倫比亞，河水會與榆樹河交匯。河水其後會往南方流動，經過南達科他州東部地區，流經休倫及米切爾，並與法爾斯蒂爾溪（Firesteel Creek）交匯。河水在流經米切爾南部後會往東南方向流動，並在揚克頓縣與密蘇里河合流。
詹姆斯河與密蘇里河是唯二兩條會完全流經南達科他州的河流。
當融雪或大雨發生，詹姆斯河便會出現洪水。這是因為河水很容易會衝破詹姆斯河的低窪地帶，而且洪水往往會覆蓋大部份的河漫灘。當河流靜止時，詹姆斯河的水質便會下降。例如在2011年5月上旬，詹姆斯河發生了洪災，河流附近的河漫灘被洪水淹沒。